# Luis Trabb Pardo
Luis Isidoro Trabb Pardo (Buenos Aires) é um cientista da computação argentino.
Desenvolveu em parceria com Donald Knuth o Algoritmo de Trabb Pardo-Knuth. Após concluir o Ph.D. em 1978 trabalhou com Donald Knuth, de 1978 a 1981, auxiliando no desenvolvimento do TEX.

## Publicações selecionadas
- «The Early Development of Programming Languages» (PDF) (em inglês), 1976, com Donald E. Knuth.